# Valérie Chevalier (écrivaine et comédienne)
Pour les articles homonymes, voir Valérie Chevalier.
Valérie Chevalier est une écrivaine, comédienne, animatrice et doubleuse québécoise. À la fois animatrice et autrice, Valérie Chevalier rayonne dans le paysage télévisuel québécois, autant jeune que grand public. Elle est reconnue pour son animation dans le magazine jeunesse Cochon dingue diffusé sur les ondes de Télé-Québec, ainsi que pour ses œuvres littéraires et ses divers mandats d'animation à la télévision.

## Biographie
En tant qu'autrice, Valérie Chevalier a écrit huit romans (Le vacarme des possibles, Tu peux toujours courir, La Théorie du drap contour, Les Petites Tempêtes et Tu peux toujours rester, Le vacarme des possibles, Rose des vents, Les certitudes vagabondes, Presse-jus), en plus de publier, en 2019, Créatrices: 30 portraits de Québécoises inspirantes, en collaboration avec la photographe Andréanne Gauthier.
Elle s'est tout d'abord fait connaître comme comédienne au petit et au grand écran dans de grandes séries télé comme Lance et Compte, Nos étés et C.A, et au cinéma avec La petite reine, Catimini ainsi que Lance et Compte : le film.
À l’animation, elle fait partie de la distribution de Cochon dingue, qui s'est méritée le prix Gémeaux pour la meilleure animation jeunesse à maintes reprises et plusieurs nominations. Maintes fois nommée au Gala Artis pour ses talents d’animation, Valérie a aussi piloté, avec sa sœur Andrée-Anne, l'émission de rénovations Deux soeurs et un duplex, diffusée sur CASA en 2020. On a pu la voir comme collaboratrice régulière à Salut Bonjour! et La Tour à TVA, en plus de la retrouver à la barre de Top 10 insolite sur les ondes d’Évasion en 2018. Elle a divers projets d’animation ou de divertissement à son actif, tels que Code F, La Voix, La Culottée, Salade de Fruits, Portraits de star et Panier de légumes. En 2021, Valérie a également animé Le Tout petit talk-show de Star Académie.
En 2022, elle sera à la barre de l'émission Allons boire ailleurs diffusée sur TV5. 

## Vie privée
Elle a une sœur plus vieille de deux ans née en 1986 qui s’appelle Andrée-Anne.

### Romans
- Tu peux toujours courir, Hurtubise, 2015, 328 p.  (ISBN 9782897818562)
- La théorie du drap contour, Hurtubise, 2016, 160 p.  (ISBN 9782897819811)
- Les petites tempêtes, Hurtubise, 2017, 192 p.  (ISBN 9782898511240)
- Tu peux toujours rester, Hurtubise, 2019, 296 p.  (ISBN 9782897813338)
- Le vacarme des possibles, Hurtubise, 2021, 272 p.  (ISBN 9782897817886)
- Rose des vents, Hurtubise, 2023, 264 p.  (ISBN 9782897819941)
- Les certitudes vagabondes, Hurtubise, 2024, 260 p.  (ISBN 9782898511370)

### Œuvres collectives
- Valérie Chevalier et Andréanne Gauthier, Créatrices : 30 portraits de Québécoises inspirantes, Montréal, Hurtubise, 2019, 256 p. (ISBN 9782897813857)
- Valérie Chevalier et Matthieu Simard, Presse-Jus, Montréal, Hurtubise, 2024, 224 p. (ISBN 9782898512117)

### Autre
- Anna Russell (préf. Valérie Chevalier, ill. Camila Pinheiro), Parole aux femmes!, Montréal, Hurtubise, 2020, 176 p. (ISBN 9782897814779)

## Télévision et Web-séries
- (non-daté) : Virginie : Sandra Gignac
- 2004 : L'Auberge du chien noir : Magali
- 2005-2008 : Nos étés : Évelyne Desrochers, 17 ans
- 2006–2010 : Lance et compte : La Revanche et Le Grand Duel : Nadia Fillion
- 2006 : C.A. : Amie de la cousine
- 2009 : Annie et ses hommes : Daphnée
- 2012 : La Boîte à malle : personnages multiples
- 2012 : SOS Célibataires : personnages multiples
- 2013 : Brassard en direct d’aujourd’hui : Jessica
- 2013 : Destinées : Sarah
- 2014 : Au secours de Béatrice : Gabrielle
- 2015 : Mon ex à moi - Saison 2 : Anabelle Jasmin
- 2015 : Boomerang - Saison 2 : Marianne
- 2014, 2016 : Sucré Salé
- 2018 : Code F : Collaboratrice
- 2014-2016, 2020-2021 : Salut, bonjour et Salut, bonjour week-end : Chroniqueuse et collaboratrice

## Cinéma
- 2010 : Lance et Compte : le film : Nadia Fillion
- 2010 : 2 Frogs dans l’Ouest : Valérie
- 2011 : Catimini : Vanessa
- 2013 : La Petite Reine : Cynthia

## Animation
- 2013-2015 : La Culottée
- 2014 : Soleil tout inclus
- 2015 : Gala Artis : le tapis rouge
- 2015 : Le Chalet : (L'émission spéciale)
- 2014-2016 : La Voix
- 2016 : Gala Alliance Médias Jeunesse
- 2016 : Jeux du Québec (51e)
- 2017–2018 : Salade de fruits
- 2018 : Top 10 Insolite
- 2019 : Portraits de star
- 2019 : Panier de légumes
- 2020 : Deux soeurs et un duplex
- 2021 : Le tout petit talk-show de Star Académie
- 2016–2022 : Cochon dingue
- 2022 : Allons boire ailleurs

## Récompenses
- 2014, Nommée, Prix Gémeaux : Meilleure animation pour une émission ou série originale produites pour les médias numériques : toutes catégories avec La Culottée
- 2015, Nommée, Prix Gémeaux : Meilleure animation pour une émission ou série originale produites pour les médias numériques avec La Culottée
- 2017, Récipiendaire, Prix Gémeaux : Meilleure animation : jeunesse pour Cochon Dingue
- 2018, Nommée, Prix Gémeaux : Meilleure émission ou série originale produite pour les médias numériques : variétés avec Salade de fruits
- 2018, Récipiendaire, Prix Gémeaux : Meilleure animation : jeunesse pour Cochon Dingue
- 2019, Nommée, Gala Artis : Artiste d'émission jeunesse
- 2019, Récipiendaire, Prix Gémeaux : Meilleure animation : jeunesse pour Cochon Dingue
- 2020, Nommée, Prix Gémeaux : Meilleure animation : jeunesse pour Cochon Dingue
- 2020, Nommée, Gala Artis : Artiste d'émission jeunesse
- 2020, Nommée, Prix Gémeaux : Meilleure animation pour une émission ou série produite pour les médias numériques : variétés, magazine pour Panier de légumes
- 2021, Nommée, Gala Artis : Artiste d'émission jeunesse
- 2021, Nommée, Prix Gémeaux : Meilleure animation : jeunesse pour Cochon Dingue